# Euge Groove
Steven Eugene Grove (nacido el 27 de noviembre de 1962), más conocido como Euge Groove, es un saxofonista de smooth jazz americano.
Nació en Hagerstown, Maryland. Se graduó en la Universidad de Miami Escuela de Música en 1984. El error que tuvo fue no grabar ningún disco hasta el año 2000. Antes de grabarlo, Grove tuvo que reemplazar a Richard Elliot en el grupo Tower of Power cuando Elliot decidió seguir su carrera en solitario, y también participó en varias actuaciones de pop, la más importante la del grupo Exposé de Miami. Hizo un solo de saxofón en "Seasons Change", y otro en 1933 "I'll Never Get Over You (Getting Over Me)".
Grove adoptó el nombre de Euge Groove, el cual consiste en una disminución de su apellido y una mala pronunciación muy frecuente del mismo.
El nombre se lo pusieron los fans que lo vieron actuar en Europa.
Algunos éxitos de Groove son "Sneak a Peek," "Slam Dunk," "Rewind," "Livin' Large", "XXL" y "Religify".
También hizo colaboraciones con artistas como Mark Portmann, Adam Hawley, Rick Braun, Paul Brown, Gregg Karukas, David Benoit, Brian Simpson, Peter White y Richard Marx; con este último hizo una aparición en el festival de Viña del Mar en Chile de 1992 y en el Festival Rockpalast del mismo año.

## Discografía
- Euge Groove (2000)
- Play Date (2002)
- Livin' Large (2004)
- Just Feels Right (2005)
- Born 2 Groove (2007)
- Sunday Morning (2009)
- S7ven Large (2011)
- House of Groove (2012)
- Got 2 B Groovin' (2014)
- Still Euge (2016)
- Groove On! (2017)
- Slow Jams (2019)
- Sing My Song (2020)